# Schizophragma megalocarpum
Schizophragma megalocarpum är en hortensiaväxtart som beskrevs av Woon Young Chun. Schizophragma megalocarpum ingår i släktet Schizophragma och familjen hortensiaväxter. Inga underarter finns listade i Catalogue of Life.